# Zikaras
Zikaras ist ein litauischer männlicher Familienname.

## Weibliche Formen
- Zikaraitė (ledig)
- Zikarienė (verheiratet)

## Namensträger
- Juozas Zikaras (1881–1944), litauischer Bildhauer
- Teisutis Zikaras (1922–1991), litauisch-australischer Bildhauer